# Auf dem falschen Dampfer
Auf dem falschen Dampfer (französischer Originaltitel: Temps de Chien!, zu Deutsch:  Hundewetter!) ist ein Film von Edouard Deluc aus dem Jahr 2019. Die deutsche Premiere war am 1. November 2019 auf arte.

## Handlung
Der Film beginnt mit einem Zitat von Charles Baudelaire, der sagt, dass das Leben nur im Rausch zu ertragen sei, im Rausch durch Wein, Poesie oder wenn es sein soll durch Tugend.
Beim Pariser Touristenbootkapitän Jean läuft das Leben nicht mehr rund. Seit seiner Trennung von seiner Frau und seinen drei Kindern, die er sehr liebt, kommt er nicht mehr gut zurecht, überfordert, in ständiger Geldnot, rennt er immer den Anforderungen hinterher. Da hilft auch nicht der tägliche Cognac bei Dienstbeginn. Besonders gefordert ist er in der ihm sehr wichtigen Woche, wenn er seine drei Kinder beherbergen kann. Obwohl er sich das nicht eingestehen will und kann, geht der soziale Abstieg rasant: Plötzlich steht er mit den Kindern vor der verschlossenen Wohnungstür: gekündigt wegen Mietrückständen und illegaler Weitervermietung an Touristen. Er wird vom Kapitän zum ersten Offizier degradiert, weil sein Chef ihn beim morgendlichen Trinken gesehen hat. Er rebelliert und greift den neuen Kapitän tätlich an. Dafür wird er zwar nicht gefeuert, aber für eine bestimmte Bewährungszeit vom Dienst suspendiert, ohne Gehaltszahlung.
Sein Wohnungsproblem kann er übergangsweise lösen, weil er mit den Kindern in der Wohnung der Familie seiner Patentochter unterkommt, die für drei Wochen verreist ist. Dort findet er den glücklosen Musiker Victor vor, der beauftragt war, die Haustiere und Pflanzen während der Abwesenheit zu pflegen. Zunächst Konkurrenten beginnen sie sich aber gegenseitig zu unterstützen. Als Jean einen totalen Alkoholabsturz hat, bringt Victor die Kinder in die Schule.
Beide ringen mit ihren finanziellen Engpässen, von denen Jeans Ehefrau nichts wissen darf, weil sie ihm sonst, die Kinder entziehen würde. Victor bewirbt sich glücklos um jede Arbeit, selbst seinem Gesangstalent misstrauend. Endlich findet er eine Anstellung im Naturkundemuseum und Zoo. Dort soll er durch seine pure Anwesenheit die Paarung von Orang-Utans befördern, die angeblich eine Libido-Störung haben. Jean versetzt Möbel der Gastwohnung, um das tägliche Auskommen für sich und die Kinder zu finanzieren.
Dann hat Victor die „rettende Idee“, um an Geld zu kommen. Sie rauben einen Mammut-Stoßzahn aus dem Naturkundemuseum und verkaufen ihn an Elfenbeindealer. Sie werden betrogen und gefasst. Der Polizist, der an der Überwachungskamera diesen skurrilen Raub und den Transport des Stoßzahns durch die U-Bahn verfolgen konnte, kann sich vor Lachen kaum halten. Sie kommen ohne Strafe davon, sind aber zum Gespött geworden. Jeans Frau hat die Kinder inzwischen zu sich geholt.
Als die Wohnungsinhaber zurückkommen, finden sie die beiden in ihrer desolaten Wohnung vor und werfen sie erzürnt hinaus. Victor geht in einer Klinik als Proband für Arzneimitteltestung. Jean schläft in seinem Auto. Victor lernt in der Klinik das Mädchen Fanny kennen. Beide finden Sympathie füreinander, haben aber Schwierigkeiten, das zu zeigen. Jean geht in ein Tanzrestaurant für einsame ältere Frauen, um Geld zu verdienen. Er verbringt eine Nacht mit einer gebildeten, älteren Dame, die ihn lehrt, dass man seine Zeit für die Liebe nicht verschenken sollte. Er sagt das Victor, denn er sieht seine Verliebtheit in Fanny, die diese erwidert. Er ermutigt ihn, seine Angst, sein Minderwertigkeitsgefühl zu überwinden, und befördert das Verhältnis, indem er sich zurückzieht, obwohl sich doch auch für ihn eine neue Wohnmöglichkeit hätte ergeben können.
Er selbst, rauchend auf eine Seine-Brücke stehend und auf ein Ausflugsschiff sehend, beschließt den Abschied von seinem Selbstbetrug. Er beginnt eine Entziehungskur. Als seine Bewährungszeit um ist,  kann er wieder, zunächst nur als erster Offizier, auf dem Touristenschiff arbeiten. Er bekennt sich zu seiner Liebe zu Judith, die als Touristenführerin auf dem Schiff arbeitet. All die Zeit hatte er sie aus Angst und Scham zurückgewiesen. Mit seinem Liebesbekenntnis bekennt er auch seinen Alkoholismus, der unter Behandlung ist.
All die Zeit stand über Jean sein Versprechen, den Geburtstag seiner jüngsten Tochter bei sich zu feiern. Aber er hatte ja kein Zuhause mehr. Der Schiffseigner überlässt ihm ein Schiff für diese Feier. In den letzten Bildern sieht man diese lustige Geburtstagsfeier, Victor und seine Freundin singen professionell zur Unterhaltung.

## Kritik
„Gut besetzte, amüsante Tragikomödie um zwei liebenswerte Loser, die zwar eher einfache Lösungen für ihre Problemlagen präsentieren, durch ihre einfühlsame Charakterzeichnung aber für sich einnimmt.“

„Deluc will ... jedoch gar nicht so sehr ins Traurige gehen. Über weite Strecken ist ‚Auf dem falschen Dampfer‘ eher komisch als dramatisch angelegt. Dabei ist es nicht die Situation als solche, über die sich der Film lustig macht. Vielmehr sind die Figuren an sich die Quelle der Unterhaltung. So sind sowohl Jean wie auch Victor als skurrile Verlierer angelegt, die nie so wirklich mit der Realität kompatibel sind und deshalb oft das Falsche tun.“